# Mörsdorf (Rajna-vidék-Pfalz)
Mörsdorf település Németországban, Rajna-vidék-Pfalz tartományban. Lakosainak száma 609 fő (2023. december 31.). Mörsdorf Altstrimmig, Forst, Sosberg, Mastershausen, Buch, Zilshausen, Lahr, Lieg és Treis-Karden községekkel határos.

## Népesség
A település népességének változása:
| Lakosok száma | 600  | 581  | 604  | 611  | 609  |
|               | 2017 | 2019 | 2021 | 2022 | 2023 |